# Park Narodowy Lorentz
Park Narodowy Lorentz – park narodowy położony w Indonezji w zachodniej części Nowej Gwinei. Jego powierzchnia wynosi 25 056 km². Jest to największy obszar chroniony w Azji Południowo-Wschodniej. W 1999 roku został wpisany na listę światowego dziedzictwa UNESCO. W parku znajduje się najwyższy szczyt Indonezji – Jaya.
Park zamieszkują plemiona rdzennej ludności m.in.: Asmatowie, Amung oraz Dani.

## Fauna
Na terenie parku odnotowano występowanie 630 gatunków ptaków takich jak gołąb i skalinek tarczowy oraz 123 gatunki ssaków m.in.: prakolczatkę, niełaza oraz drzewiaka. Park zamieszkuje również endemiczny ssak drzewiak naziemny.